# Sœurs missionnaires des Sacrés Cœurs de Jésus et Marie
Ne doit pas être confondu avec Sœurs missionnaires des Sacrés Cœurs de Jésus et Marie de Majorque.
Les Sœurs missionnaires des Sacrés Cœurs de Jésus et Marie (en latin : Congregationis Missionariarum a SS. Cordibus Iesu et Mariae) sont une congrégation religieuse féminine enseignante et hospitalière de droit pontifical.

## Histoire
La congrégation naît de l'union pieuse des servantes des Sacrés-Cœurs, fondée le 6 mars 1880 à Lanciano par Don Laurent Lisio, avec l'aide de Marie Dominique Rosati, et approuvée le 15 juin 1882 par Francesco Maria Petrarca, archevêque de Lanciano.
En 1886 deux religieuses de la pieuse union, Rose Rosati et Rose D'Ovidio, s'installent à Rome et y fondent une branche. En 1888, à la demande du pape Léon XIII, la communauté romaine est détachée de la congrégation de Lanciano (qui est supprimée) et placée directement sous la protection du cardinal-vicaire Lucido Maria Parocchi, qui donne de nouveaux règlements aux religieuses en 1898.
La première branche est ouverte en 1897 à Pula mais c'est après le chapitre général de 1920 que l'institut connaît sa plus grande diffusion ; en 1963, les sœurs ouvrent leur première mission au Brésil. L'institut reçoit le décret de louange le 20 mars 1975.
Des procès de béatifications sont ouverts pour deux sœurs de la congrégation : Un pour Tarsilla Osti (1895-1958) reconnue vénérable le 15 mars 2008 par le pape Benoît XVIet l'autre pour Léonilde Rossi (1890-1945) supérieure générale reconnue vénérable le 23 mars 2023 par le pape François.

## Activités et diffusion
Les sœurs se dédient à l'enseignement des jeunes, à l'assistance des malades dans les cliniques et à domicile, et à la propagation de la dévotion aux Sacrés Cœurs de Jésus et de Marie.
Elles sont présentes en:
- Europe : Italie.
- Amérique : Brésil, Guatemala.
- Afrique : Tanzanie.
- Asie : Corée du Sud.

La maison-mère est à Rome.
En 2017, la congrégation comptait 152 sœurs dans 16 maisons.